# Гражданская религия
Гражданская религия (англ. civil religion) — совокупность религиозных ценностей, символов, обрядов и понятий, которые обеспечивают национальное или политическое единство.

## Понятие гражданcкой религии
Гражданская религия — это религия, объединяющая общество на основе культа общезначимых ценностей, независимо от вероисповедания на основе общих символов, ритуалов и идей, принимаемых большинством граждан страны как священные. Они несут надмирный характер и объединяют нацию в одно целое.
Отличительной чертой гражданской религии является её связь с государственной властью. Государство использует религию и символы для достижения своих политических целей.

## Появление термина
Отличительные особенности гражданской религии можно проследить в эпохе античности. В Древнем Риме императоры являлись главными жрецами в государственном культе и были объектом всеобщего поклонения. Само понятие «гражданская религия» возникло лишь в XVIII веке. Известно, что именно Жан-Жак Руссо, представитель французского Просвещения, ввёл этот термин в своей работе 1771 года «Об Общественном договоре, или Принципы политического Права», в VIII главе «О гражданской религии».

### Виды религии
В этой главе Жан-Жак Руссо выделяет три рода религии по отношению к обществу:
- Религия человека
- Религия гражданина
- Религия священническая

«Первая — без храмов, без алтарей, без обрядов, ограниченная чисто внутреннею верою во всевышнего Бога и вечными обязанностями морали, — это чистая и простая религия Евангелия, истинный теизм, и то, что можно назвать естественным божественным правом».

Руссо упоминает религию Лам, римское христианство и религию японцев. Говоря о втором виде религии, он указывал на религию гражданина. Эта религия:

«…даёт ей своих богов, своих собственных патронов и покровителей. У неё свои догматы, свои обряды, свой внешний культ, предписываемый законами; исключая ту единственную нацию, которая ей верна, всё остальное для неё есть нечто неверное, чуждое, варварское; она распространяет свои обряды не далее своих алтарей».

Говоря о третьей религии, Жан-Жак Руссо определяет её как странную и необычайную:

«…эта религия, давая людям два законодательства, двух правителей, два отечества, налагает на них взаимоисключающие обязанности и мешает им быть одновременно набожными и гражданами».

## Гражданская религия в Америке
В 1950—1960 гг. началась бурная дискуссия на тему гражданской религии. Понятие термина оказалось в центре общественного внимания. В 1967 году в журнале «Американской академии искусства и наук» социолог Р. Н. Белла опубликовал работу «Гражданская религия в Америке». Белла убеждён, что в американском обществе существует независимо от всех религиозных направлений «детально разработанная и хорошо институализированная гражданская религия Америки».
В своей работе социолог рассматривает инаугурационную речь Кеннеди. Автор подчеркивает, что будущий президент ссылается на Бога три раза. В ней Бог является воплощением покровительства над американским обществом, и большинство американцев принимает этот факт.
По мнению автора, в гражданской религии инаугурация — важное событие: она религиозно легитимизирует высшую политическую власть. Белла отмечает, что Кеннеди произносит клятву перед гражданами Америки и перед самим Богом соблюдать Конституцию, проговаривая, что суверенитет направлен не столько на людей, сколько на Бога.
Гражданская война сыграла важную роль в формировании гражданской религии Америки. Появились новые вопросы бытия о жизни, смерти, о самопожертвования и об отношении к рабству. Смерть на поле боя во имя высших целей в религиозном понимании считается жертвоприношением, где погибшие исполняют Божью волю. Именно таким же является отношение к президенту Линкольну, убийство которого воспринимается как акт жертвоприношения, а жизнь его как жизнь избранника Божьего.
Роберт Белла утверждает, что на сегодняшний день Америка находится на новом переломном этапе, в процессе которого она намерена стать центром мировой гражданской религии или уже стала её частью. Поэтому Америка должна вовлечь международную общественность в гражданскую религию Америки.

## Гражданская религия в России
Впервые элементы гражданской религии в России прослеживаются в государственной идеологии Российской империи в период царствования Николая I «Православие, Самодержавие, Народность». В Советской России была создана так называемая «псевдорелигия», в которой можно найти функции, характерные для гражданской религии. Например, мемориальный комплекс 26 бакинских комиссаров или мавзолей Ленина. Это сакральные места для поклонения в национальные праздники. Достижение коммунизма требовало гражданской самоотверженности во благо светлого будущего. Так, советская Россия стала сакральным институтом со своей целью.
С распадом СССР в 90-е годы в обществе прошли больше перемены, обесценились идеологемы, что повело за собой появление новых символов и смыслов. Россия потеряла статус атеистического государства, что предоставило возможность РПЦ вынести в общественное поле новые символы и смыслы, новых героев, новые ритуалы и праздники, которые бы принимались большинством населения.
Ещё одним элементом гражданской религии в современной России является праздник, который пришел из прошлого и сумел сохранить свою святость, — День Победы (9 мая) (см. также Победобесие).

## Критика
Идея гражданской религии Роберта Белла нередко подвергается критике многими учёными, в том числе немецким учёным Паулем Тиллихом и самим Белла, по трём причинам:
- В силу своей специфической особенности гражданская религия может быть применима только в современном американском обществе.
- Существуют много наций, которые отличаются друг от друга своей этнической и культурной принадлежностью и которые не имеют своей гражданской религии.
- Гражданская религия подвергается критике из-за особенных сложностей функционализма.

### На русском языке
- Элвелл Уолтер. Гражданская религия. — Теологический энциклопедический словарь. — 2004. — С. 377.
- Белла Р. Н. Гражданская религия в Америке // Вестник Русской христианской гуманитарной академии. — 2014. — Т. 15, № 3. — С. 162—182. (Пер. с англ. С. Б. Веселовой, В. А. Егорова; Robert N. Bellah. Civil Religion in America // Journal of the American Academy of Arts and Sciences. Архивировано 6 марта 2005 года.)
- Говорун К. Православная гражданская религия // Русский журнал. — 15.05.2015.
- Егоров В. А. Гражданская религия в Америке Роберта Беллы // ACTA ERUDITORUM. — 2012. — Вып. 11. — С. 60—62.
- Егоров В. А. Гражданская религия Жан Жака Руссо в отечественной мысли // Вестник Русской христианской гуманитарной академии. 2017. Том 18. Вып. 2. — СПб.: Изд-во РХГА, 2017. — С. 261—264.
- Егоров В. А. Мемориальные даты как элемент гражданской религии: секулярное и конфессиональное измерения // Вестник Ленинградского государственного университета им. А. С. Пушкина. № 1. 2019. С. 199—207.
- Егоров В. А. Тема гражданской религии в современном российском религиоведении // Вестник Ленинградского государственного университета им. А. С. Пушкина. № 2(4). 2015. С. 185—193.
- Задорожнюк И. Е. Об идейном содержании концепции «гражданской религии // Социологические исследования. — 1983. — № 4. — С. 82—91.
- Задорожнюк И. Е. Гражданская религия в США: крах либеральных чаяний и триумфы консерваторов // Вопросы философии. — 1984. — № 1. — С. 129—135.
- Задорожнюк И. Е. Гражданская религия в США // Религии мира. 1986. — 1987. — С. 48—67.
- Задорожнюк И. Е. «Гражданская религия» в США: концепции Р. Беллаха и реальность // Вопросы научного атеизма. — 1987. — С. 57—75.
- Задорожнюк И. Е. Последнее «ура» новых правых // Новое время. — 1988. — № 14. — С. 22—23.
- Задорожнюк И. Е. Уникальный макросубъект мировой политики // Мировая экономика и международные отношения. — 2006. — № 6. — С. 119—125.
- Задорожнюк И. Е. Гражданская религия в США, или «вера в Америку»: социальные функции, история и современность. — М.: Издательство СГУ, 2007a. — 353 с. — ISBN 978-5-8323-0490-8.
- Задорожнюк И. Е. Судьбы идеи «гражданской религии» в России // Свободная мысль. — 2007b. — № 12. — С. 93—105.
- Задорожнюк И. Е. Гражданская религия и патриотическое воспитание в системе образования США // Высшее образование в России. — 2007c. — № 9. — С. 150—156.
- Задорожнюк И. Е. Гражданская религия в США : социально-философский анализ / автореферат дис. … доктора философских наук : 09.00.11. — М.: СГА, 2008. — 54 с.
- Задорожнюк И. Е. Гражданская религия и армейская служба: нарушается ли первая поправка к Конституции США? // Право и образование. — 2008b. — № 3. — С. 83—94.
- Задорожнюк И. Е. Социально-философские предпосылки гражданской религии в США: Дж. Локк и Г. В. Ф. Гегель // Труды СГА. — 2008c. — № 3. — С. 53—68.
- Задорожнюк И. Е. Гражданская религия в Америке: настоятельность новых интерпретаций // Вопросы философии. — 2008d. — № 3. — С. 62—74.
- Котляревский С. А. Гражданская религия у Руссо // Вопросы философии и психологии. — 1910. — № 103. — С. 180—198.
- Легойда В. Р. Современная религиозность: гражданская религии в США // Журнал Московской Патриархии. — 1997. — № 11. — С. 60—71.
- Легойда В. Р. «Гражданская религия» в США: генезис и основные характеристики // Государство, религия, церковь в России и за рубежом. Информационно-аналитический бюллетень. — 1999. — № 4. — С. 88—101.
- Легойда В. Р. Символы и ритуалы в политических процессах в США: традиции и современность : Феномен «гражданской религии» / диссертация … канд. полит. наук: 23.00.02. — М.: МГИМО, 2000a. — 242 с.
- Легойда В. Р. Гражданская религия и христианство (Начало) // Журнал Московской Патриархии. — 2000b. — № 2. — С. 67—75.
- Легойда В. Р. Гражданская религия и христианство (Продолжение) // Журнал Московской Патриархии. — 2000c. — № 5.
- Легойда В. Р. Гражданская религия: pro et contra // Государство, религия, церковь в России и за рубежом. Информационно-аналитический бюллетень. — 2002. — № 2.
- Лернер М. Развитие цивилизации в Америке.
- Руссо Ж. Ж. Об общественном договоре. Трактаты / Пер. с фр. — М.: «КАНОН-пресс», «Кучково поле», 1998. — 416 с. — (Малая серия «CIVITAS TERRENA: Социальная теория, политика и право» в серии «Публикации Центра фундаментальной социологии»). — ISBN 5-87533-113-5.

### На других языках
- Christenson J., Wimberly R. Who Is Civil Religious? // Sociological Analysis. — 1978. — № 39. — P. 77—83.
- Toolin C. American Civil Religion from 1789 to 1981: A Content Analysis of Presidential Inaugural Addresses // Review of Religious Research. — 1983. — № 25. — P. 39—48.